# Skudeneshavn
Skudeneshavn is een plaats in de Noorse gemeente Karmøy, provincie Rogaland. Skudeneshavn telt 3197 inwoners (2007) en heeft een oppervlakte van 2,7 km².